# Timo Kinzel
Timo Kinzel (* 1984) ist ein deutscher Synchron- und Hörspielsprecher.

## Leben
Kinzel wurde im Jahr 1984 in Deutschland geboren. Von 2009 bis 2010 absolvierte er eine Schulausbildung als Schauspieler in Hamburg. Zudem ist er in verschiedenen Filmen und Serien als Synchronsprecher tätig.
Kinzel lebt in Hamburg.

## Synchronisation (Auswahl)
- seit 2013: PAW Patrol – Stuart Ralston (Staffel 1–2) und Samuel Faraci (seit Staffel 3) als Rocky (Super-RTL-Synchronisation)
- Seit 2014: Trio - Odins Gold – Moin Deljou als Achmed
- 2015: Bang Gang – Die Geschichte einer Jugend ohne Tabus – Fred Hotier als Nikita
- 2015–2018: DC Super Hero Girls – Tom Kenny als Crazy Quilt; Josh Keaton als Steve Trevor; Khary Payton als Cyborg
- 2016: Willkommen bei den Louds – Matt Kirshen als Hugh (Nebenrolle)
- 2018: To All the Boys I’ve Loved Before – Noah Centineo als Peter Kavinsky
- seit 2019: Bungo Stray Dogs – Mamoru Miyano als Osamu Dazai
- 2020–2021: Ninjago – Brent Miller als Zane Julien (2. Stimme)